# 2030年12月9日月食
2030年12月9日月食为一次將在协调世界时2030年12月9日出現的半影月食。該次月食半影食分為0.968、全影食分為-0.159。

## 概述
這次月食的食分是5.12。

## 基本參數
- 類型：半影月食
- 食甚資料：
  - 日期：2030年12月9日
  - 時間：22:27
  - 月球位置：赤經5.12度、赤緯21.9度
  - 食分：半影食分：0.968、全影食分：-0.159

## 外部連結
- NASA月食專頁（页面存档备份，存于）（英文）